# Црвени Курдистан
Црвени Курдистан је назив за административну област у саставу совјетског Азербејџана, која је постојала од 1923. до 1929. године. Административни центар области био је град Лачин. Област је укинута 1929. године, али је следеће (1930) године обновљена са проширеним границама и званично је названа Курдистански округ. Исте (1930) године, област је поново и дефинитивно укинута. По попису из 1926. године, Курди су чинили 72,3% становништва ове регије. После укидања ове области, већина локалног курдског становништва је депортована у Казахстан. Данас се ово подручје налази у саставу Азербејџана.